# 230 (nombre)
Cet article concerne le nombre 230. Pour l'année, voir 230.
230 (deux cent trente) est l'entier naturel qui suit 229 et qui précède 231.

## En mathématiques
Deux cent trente est :
- un nombre sphénique.
- un nombre Harshad, en base 10, étant divisible par la somme de ses chiffres,
- un nombre nontotient.
- Il existe 230 groupes d'espace uniques décrivant toutes les symétries cristallines possibles.

## Dans d'autres domaines
Deux cent trente est aussi :
- Une tension commune dans l'Union européenne
- Années historiques : -230, 230